# NXT Heritage Cup
La NXT Heritage Cup (Copa Heritage de NXT en español) es un campeonato de lucha libre profesional creado y promovido por la promoción estadounidense WWE, que se defiende en la marca NXT. Fue defendido en NXT UK, una marca hermana de NXT con sede en el Reino Unido hasta su cierre. Anunciado el 10 de septiembre de 2020, es defendido como cualquier otro campeonato, con la única excepción de que todos los combates por este deben ser bajo la estipulación de British Rounds Rules. El campeón actual es Channing «Stacks» Lorenzo, quien se encuentra en su primer reinado.

## Historia
El 10 de septiembre de 2020, WWE anunció el relanzamiento de su marca NXT UK, luego de una pausa en la producción desde marzo debido a la pandemia de COVID-19. Junto con el relanzamiento, la promoción anunció un torneo para coronar al campeón inaugural de NXT UK Heritage Cup.
Solo siete de los ocho competidores fueron revelados durante el anuncio inicial: Flash Morgan Webster, Noam Dar, Alexander Wolfe, A-Kid, Dave Mastiff, Trent Seven y Joseph Conners. El octavo competidor se determinó en el episodio del 1 de octubre de NXT UK en un combate en el que Kenny Williams derrotó a Ashton Smith y Amir Jordan para ganar el puesto final. El torneo en sí también comenzó el 1 de octubre y se llevó a cabo en varios episodios de NXT UK. La final se transmitió el 26 de noviembre, donde A-Kid derrotó a Seven para convertirse en el campeón inaugural (se desconoce la fecha exacta en que se grabó el episodio).
A diferencia de otros campeonatos de WWE (y de la lucha libre profesional en general), el campeonato está representado por un trofeo en lugar de un cinturón de título. Se defiende como cualquier otro campeonato, con la única excepción de que todas las defensas deben ser combatidas bajo las British Rounds Rules.

### British Rounds Rules
- Los combates constan de seis rondas de tres minutos con descansos de 20 segundos entre cada una.
- Todos los combates son 2-out-of-3 falls matches.
- Las caídas se pueden ganar mediante cuenta de tres, sumisión o cuenta fuera.
- Una vez que ocurre una caída, la ronda termina.
- El combate termina una vez que un luchador ha ganado dos caídas.
- En caso de descalificación o nocaut, el combate termina instantáneamente sin necesidad de dos caídas.
- Si se completan las seis rondas, el que esté por delante en caídas gana el combate.

### Torneo inaugural
|  | Cuartos de final NXT UK 1-22 de octubre de 2020 | Cuartos de final NXT UK 1-22 de octubre de 2020 |             |              | Semifinales NXT UK 5-12 de noviembre de 2020 | Semifinales NXT UK 5-12 de noviembre de 2020 |  |       | Final NXT UK 26 de noviembre de 2020 | Final NXT UK 26 de noviembre de 2020 |  |
|  |                                                 |                                                 |             |              |                                              |                                              |  |       |                                      |                                      |  |
|  |                                                 |                                                 |             |              |                                              |                                              |  |       |                                      |                                      |  |
|  | Alexander Wolfe                                 | 1                                               |             |              |                                              |                                              |  |       |                                      |                                      |  |
|  | Alexander Wolfe                                 | 1                                               |             |              |                                              |                                              |  |       |                                      |                                      |  |
|  | Noam Dar                                        | 2                                               |             |              |                                              |                                              |  |       |                                      |                                      |  |
|  | Noam Dar                                        | 2                                               |             | Noam Dar     | 1                                            |                                              |  |       |                                      |                                      |  |
|  |                                                 |                                                 |             | Noam Dar     | 1                                            |                                              |  |       |                                      |                                      |  |
|  |                                                 |                                                 | A-Kid       | 2            |                                              |                                              |  |       |                                      |                                      |  |
|  | A-Kid                                           | 2                                               | A-Kid       | 2            |                                              |                                              |  |       |                                      |                                      |  |
|  | A-Kid                                           | 2                                               |             |              |                                              |                                              |  |       |                                      |                                      |  |
|  | Flash Morgan Webster                            | 1                                               |             |              |                                              |                                              |  |       |                                      |                                      |  |
|  | Flash Morgan Webster                            | 1                                               |             |              |                                              |                                              |  | A-Kid | 2                                    |                                      |  |
|  |                                                 |                                                 |             |              |                                              |                                              |  | A-Kid | 2                                    |                                      |  |
|  |                                                 |                                                 | Trent Seven | 1            |                                              |                                              |  |       |                                      |                                      |  |
|  | Dave Mastiff                                    | KO                                              | Trent Seven | 1            |                                              |                                              |  |       |                                      |                                      |  |
|  | Dave Mastiff                                    | KO                                              |             |              |                                              |                                              |  |       |                                      |                                      |  |
|  | Joseph Conners                                  | -                                               |             |              |                                              |                                              |  |       |                                      |                                      |  |
|  | Joseph Conners                                  | -                                               |             | Dave Mastiff | 1                                            |                                              |  |       |                                      |                                      |  |
|  |                                                 |                                                 |             | Dave Mastiff | 1                                            |                                              |  |       |                                      |                                      |  |
|  |                                                 |                                                 | Trent Seven | 2            |                                              |                                              |  |       |                                      |                                      |  |
|  | Trent Seven                                     | 2                                               | Trent Seven | 2            |                                              |                                              |  |       |                                      |                                      |  |
|  | Trent Seven                                     | 2                                               |             |              |                                              |                                              |  |       |                                      |                                      |  |
|  | Kenny Williams                                  | 1                                               |             |              |                                              |                                              |  |       |                                      |                                      |  |
|  | Kenny Williams                                  | 1                                               |             |              |                                              |                                              |  |       |                                      |                                      |  |
|  |                                                 |                                                 |             |              |                                              |                                              |  |       |                                      |                                      |  |

### Reasignación de marca
A raíz del lanzamiento de NXT Europe, es que NXT UK anunció su cierre definitivo en 1 de septiembre de 2022; por lo que en el evento Worlds Collide, todos los campeonatos de NXT UK (a excepción de la Copa Heritage) fueron puestos en juego para luego ser unificados con sus homónimos de NXT. Durante ese proceso, la Copa Heritage permaneció inactiva hasta el 4 de abril de 2023, donde el entonces campeón Noam Dar anunció el regreso del título, esta vez como parte de NXT.

## Campeones
El campeón inaugural fue A-Kid, quien ganó un torneo al derrotar en la final a Trent Seven, el 26 de noviembre de 2020 en NXT UK, desde entonces ha habido 8 campeones oficiales y 12 reinados en total.
El reinado más largo en la historia del título le pertenece a Noam Dar, quien mantuvo el campeonato por 292 días en su segunda titularidad entre 2022 y 2023, y logró realizar una sola defensa exitosa ante Dragon Lee. Por otra parte, Mark Coffey tiene el reinado más corto con una duración de 14 días.
En cuanto a los días en total como campeón (un acumulado entre la suma de todos los días de los reinados individuales de cada luchador), Noam Dar también posee el primer lugar, con 836+ días en cuatro reinados. Le siguen Charlie Dempsey (con 203 días en dos reinados) y A-Kid (con 175 días en un reinado).
El campeón más joven en la historia del campeonato es A-Kid, quien a los 23 años y 201 días derrotó a Trent Seven en la final de un campeonato, siendo además el campeón inaugural. En contraparte, el campeón más viejo es Mark Coffey, quien a los 32 años y 151 días derrotó a Noam Dar en la edición del 14 de julio de 2022 en NXT UK, con un resultado de 2-1. En cuanto al peso de los campeones, Tony D'Angelo es el más pesado con 110 kilogramos, mientras que A-Kid es el más liviano con 75 kilogramos.
Por último, Noam Dar es el luchador con más reinados, ya que posee 4, seguido por Charlie Dempsey con 2.

### Campeón actual
El campeón actual es Channing «Stacks» Lorenzo, quien se encuentra en su primer reinado. Lorenzo ganó el título vacante tras derrotar a Tony D'Angelo el 24 de junio de 2025 en NXT.
Lorenzo no registra hasta el 28 de julio de 2025 defensas televisadas.

### Lista de campeones
Nota: A menos que haya un cambio de reglas, todos los combates son bajo British Rounds Rules.
| N.º        | Campeón                   | Lucha                   | Lucha        | Lucha                 | Estadísticas | Estadísticas | Estadísticas      | Notas y referencias |
| N.º        | Campeón                   | Fecha                   | Evento       | Ubicación             | Reinado      | Días         | Días rec. por WWE | Notas y referencias |
| ---------- | ------------------------- | ----------------------- | ------------ | --------------------- | ------------ | ------------ | ----------------- | --- |
| WWE NXT UK |                           |                         |              |                       |              |              |                   | |
| 1          | A-Kid                     | 26 de noviembre de 2020 | NXT UK       | Londres, Inglaterra   | 1            | 174          | 174               | Derrotó a Trent Seven 2-1 en la final de un torneo para convertirse en el campeón inaugural. |
| 2          | Tyler Bate                | 20 de mayo de 2021      | NXT UK       | Londres, Inglaterra   | 1            | 160          | 160               | Derrotó a A-Kid 1-0. |
| 3          | Noam Dar                  | 28 de octubre de 2021   | NXT UK       | Londres, Inglaterra   | 1            | 260          | 258               | Derrotó a Bate 2-1. |
| 4          | Mark Coffey               | 14 de julio de 2022     | NXT UK       | Londres, Inglaterra   | 1            | 14           | 42                | Derrotó a Dar 2-1. |
| WWE NXT    |                           |                         |              |                       |              |              |                   | |
| 5          | Noam Dar                  | 25 de agosto de 2022    | NXT UK       | Londres, Inglaterra   | 2            | 341          | 292               | Derrotó a Coffey 2-1. Durante su reinado se cambió el nombre al torneo ya que pasó a NXT llamándose NXT Heritage Cup. Este es el reinado más largo de la copa.                                                             |
| 6          | Nathan Frazer             | 13 de junio de 2023     | NXT          | Orlando, Florida      | 1            | 70           | 69                | Derrotó a Oro Mensah 2-1 Mensah luchaba en nombre de Noam Dar pues éste no podía defender el título debido a una lesión.                                                                                                   |
| 7          | Noam Dar                  | 22 de agosto de 2023    | NXT Heatwave | Orlando, Florida      | 3            | 189          | 189               | Derrotó a Frazer 2-1. |
| 8          | Charlie Dempsey           | 27 de febrero de 2024   | NXT          | Orlando, Florida      | 1            | 77           | 76                | Derrotó a Dar 2-1. En Roadblock, Dempsey y No Quarter Catch Crew anunciaron el "Catch Clause", donde el título sería defendido por cada miembro del stable, aunque Dempsey seguirá siendo reconocido como campeón vigente. |
| 9          | Tony D'Angelo             | 14 de mayo de 2024      | NXT          | Orlando, Florida      | 1            | 91           | 90                | Derrotó a Dempsey 2-1. |
| 10         | Charlie Dempsey           | 13 de agosto de 2024    | NXT          | Orlando, Florida      | 2            | 126          | 133               | Derrotó a D'Angelo 2-1. |
| 11         | Lexis King                | 17 de diciembre de 2024 | NXT          | Lowell, Massachusetts | 1            | 126          | 118               | Derrotó a Dempsey 2-1 el 17 de diciembre, pero WWE reconoce el comienzo del reinado el 24 de diciembre, fecha que la lucha fue emitida en diferido.                                                                        |
| 12         | Noam Dar                  | 22 de abril de 2025     | NXT          | Las Vegas, Nevada     | 4            | 60           | 59                | [ 27 ] |
| —          | Vacante                   | 21 de junio de 2025     | NXT          | —                     | —            | —            | —                 | Por lesión de Dar. |
| 13         | Channing «Stacks» Lorenzo | 25 de junio de 2025     | NXT          | Orlando, Florida      | 1            | 34+          | 34+               | Derrotó a Tony D'Angelo 2-1 por la copa vacante. |

### Total de días con el título
La siguiente lista muestra el total de días que un luchador ha poseído el campeonato si se suman todos los reinados que posee. Actualizado a la fecha del 28 de julio de 2025.
| + | Indica al campeón actual. |

| N.º | Luchador                  | Reinados | Días combinados | Reconocidos por WWE |
| --- | ------------------------- | -------- | --------------- | ------------------- |
| 1   | Noam Dar                  | 4        | 850             | 798                 |
| 2   | Charlie Dempsey           | 2        | 203             | 209                 |
| 3   | A-Kid                     | 1        | 174             | 174                 |
| 4   | Tyler Bate                | 1        | 160             | 160                 |
| 5   | Lexis King                | 1        | 126             | 118                 |
| 6   | Tony D'Angelo             | 1        | 91              | 90                  |
| 7   | Nathan Frazer             | 1        | 70              | 69                  |
| 8   | Channing «Stacks» Lorenzo | 1        | 34+             | 34+                 |
| 9   | Mark Coffey               | 1        | 14              | 42                  |

### Mayor cantidad de reinados
| Reinados | Luchador (es)   |
| -------- | --------------- |
| 4 veces  | Noam Dar        |
| 2 veces  | Charlie Dempsey |